# Calcio Lecco 2008-2009
Questa pagina raccoglie le informazioni riguardanti il Calcio Lecco nelle competizioni ufficiali della stagione 2008-2009.

## Stagione
Nella stagione 2008-2009 il Lecco ha disputato il girone A di Prima Divisione del nuovo campionato di Lega Pro, piazzandosi in quattordicesima posizione di classifica con 35 punti: per salvarsi ha dovuto disputare e vincere il playout contro la Sambenedettese. Il torneo è stato vinto con 60 punti dal Cesena che ha ottenuto la promozione diretta in Serie B, l'altra promossa è stata il Padova che ha vinto i playoff. Ritorna a Lecco Adriano Cadregari un gradito ritorno, che dura solo il girone di andata, perché viene avvicendato da Maurizio Pellegrino, mentre Cadregari viene nominato direttore generale. Ha raccolto 15 punti nel girone di andata e 20 nel ritorno. Si è fatto trovare pronto nel momento topico del campionato, nel Play-out affronta la Sambenedettese, pareggia (0-0) nelle Marche e vince (1-0) al Ceppi, mantenendo la categoria. Miglior marcatore di stagione Massimiliano Carlini che ha firmato nove reti. Nella Coppa Italia di Lega Pro i lariani vincono il girone C di qualificazione con 4 vittorie su 4 gare, poi nel secondo turno sono stati eliminati dalla Pro Sesto.

## Rosa
| N. |                    | Ruolo | Calciatore           |
| -- | ------------------ | ----- | -------------------- |
|    | Italia (bandiera)  | P     | Matteo Andreoletti   |
|    | Italia (bandiera)  | P     | Federico Orlandi     |
|    | Brasile (bandiera) | P     | Massimo Zappino      |
|    | Italia (bandiera)  | D     | Samuele Buda         |
|    | Italia (bandiera)  | D     | Dario D'Ambrosio     |
|    | Italia (bandiera)  | D     | Andrea Galeotti      |
|    | Brasile (bandiera) | D     | Edevaldo Grimaldi    |
|    | Brasile (bandiera) | D     | David Enrique Mateo  |
|    | Italia (bandiera)  | D     | Michele Santoni      |
|    | Italia (bandiera)  | D     | Marco Villagatti     |
|    | Italia (bandiera)  | C     | Enrico Antonini      |
|    | Italia (bandiera)  | C     | Andrea Bernini       |
|    | Italia (bandiera)  | C     | Massimiliano Carlini |

| N. |                      | Ruolo | Calciatore               |
| -- | -------------------- | ----- | ------------------------ |
|    | Argentina (bandiera) | C     | Daniel Alejandro Carrara |
|    | Bulgaria (bandiera)  | C     | Krasimir Čomakov         |
|    | Italia (bandiera)    | C     | Daniele Corti            |
|    | Italia (bandiera)    | C     | Nicolò Galli             |
|    | Italia (bandiera)    | C     | Alessandro Gherardi      |
|    | Italia (bandiera)    | C     | Ettore Guglieri          |
|    | Italia (bandiera)    | C     | Dino Sangiovanni         |
|    | Italia (bandiera)    | A     | Fabio Alteri             |
|    | Italia (bandiera)    | A     | Luca Danieli             |
|    | Italia (bandiera)    | A     | Luca Ferretti            |
|    | Italia (bandiera)    | A     | Adriano Montalto         |
|    | Italia (bandiera)    | A     | Marco Preziosi           |
|    | Italia (bandiera)    | A     | Cristian Romanelli       |

## Risultati

### Lega Pro Prima Divisione

#### Girone di andata
| Arbitro: | Tidona (Torino) |

|           |           |  |
| Correa 4’ | Marcatori |  |

| Arbitro: | Di Pilato (Bergamo) |

|                   |           |                    |
| Sangiovanni 90+1’ | Marcatori | 80’ (rig.) Lanteri |

| Arbitro: | Sguizzato (Verona) |

|               |           |           |
| Malatesta 39’ | Marcatori | 58’ Corti |

| Lecco 21 settembre 2008 4ª giornata | Lecco                        | 0 – 0 | Novara | Stadio Rigamonti-Ceppi\| Arbitro: \| Ferraioli (Nocera Inferiore) \| |
| Arbitro:                            | Ferraioli (Nocera Inferiore) |       |        |                                                                      |

| Arbitro: | De Faveri (San Donà di Piave) |

|            |           |           |
| Bonura 84’ | Marcatori | 53’ Corti |

| Arbitro: | Liotta (Caltanissetta) |

|                 |           |  |
| A. Montalto 39’ | Marcatori |  |

| Arbitro: | Carbone (Napoli) |

|                              |           |                                |
| Torri 28’ Bernini 38’ (aut.) | Marcatori | 12’ (rig.), 41’ (rig.) Carlini |

| Arbitro: | Bolano (Livorno) |

|                          |           |                             |
| Buda 41’ Sangiovanni 49’ | Marcatori | 2’ Zizzari 89’ Gerbino Polo |

| Verona 26 ottobre 2008 9ª giornata | Verona               | 0 – 0 | Lecco | Stadio Marcantonio Bentegodi\| Arbitro: \| Cervellera (Taranto) \| |
| Arbitro:                           | Cervellera (Taranto) |       |       |                                                                    |

| Arbitro: | Vallesi (Ascoli Piceno) |

|              |           |                          |
| Andreini 30’ | Marcatori | 24’ Corti 64’ D'Ambrosio |

| Arbitro: | Pecorelli (Arezzo) |

|             |           |                               |
| Carlini 45’ | Marcatori | 31’ (rig.) V. Grieco 61’ Zini |

| Arbitro: | Giallanza (Catania) |

|             |           |  |
| Pintori 30’ | Marcatori |  |

| Arbitro: | Gallione (Alessandria) |

|  |           |                   |
|  | Marcatori | 29’ (rig.) Morini |

| Sesto San Giovanni 30 novembre 2008 14ª giornata | Pro Sesto           | 0 – 0 | Lecco | Stadio Ernesto Breda\| Arbitro: \| Di Paolo (Avezzano) \| |
| Arbitro:                                         | Di Paolo (Avezzano) |       |       |                                                           |

| Arbitro: | Borracci (San Benedetto del Tronto) |

|             |           |                           |
| Carrara 15’ | Marcatori | 65’ Baù 85’ Al. Filippini |

| Arbitro: | Baratta (Salerno) |

|          |           |                 |
| Arma 28’ | Marcatori | 77’ A. Montalto |

| Arbitro: | Meli (Parma) |

|                    |           |                               |
| Carlini 59’ (rig.) | Marcatori | 89’ Mortelliti 90+2’ Madaschi |

#### Girone di ritorno
| Arbitro: | Barbiero (Vicenza) |

|             |           |            |
| Carlini 78’ | Marcatori | 29’ Toledo |

| Arbitro: | Guida (Torre Annunziata) |

|  |           |                 |
|  | Marcatori | 43’, 82’ Alteri |

| Arbitro: | Manna (Isernia) |

|               |           |  |
| Carlini 90+1’ | Marcatori |  |

| Arbitro: | Cervellera (Taranto) |

|           |           |                |
| Rubino 2’ | Marcatori | 37’ D'Ambrosio |

| Arbitro: | Massa (Imperia) |

|  |           |                        |
|  | Marcatori | 83’ (rig.) Giaccherini |

| Cremona 22 febbraio 2009 23ª giornata | Cremonese    | 0 – 0 | Lecco | Stadio Giovanni Zini\| Arbitro: \| Nasca (Bari) \| |
| Arbitro:                              | Nasca (Bari) |       |       |                                                    |

| Arbitro: | Ruini (Reggio Emilia) |

|             |           |             |
| Carlini 82’ | Marcatori | 5’ P. Rossi |

| Arbitro: | Tramontina (Udine) |

|                         |           |  |
| Curiale 24’ Zizzari 33’ | Marcatori |  |

| Arbitro: | Baratta (Salerno) |

|  |           |                    |
|  | Marcatori | 69’ (rig.) Rantier |

| Arbitro: | Guida (Torre Annunziata) |

|          |           |  |
| Buda 39’ | Marcatori |  |

| Arbitro: | Liotta (Caltanissetta) |

|                             |           |             |
| Scantamburlo 47’ Acosty 61’ | Marcatori | 39’ Carlini |

| Arbitro: | Ceccarelli (Terni) |

|              |           |                        |
| Chomakov 79’ | Marcatori | 1’ Pesenti 30’ Pintori |

| San Benedetto del Tronto 19 aprile 2009 30ª giornata | Sambenedettese      | 0 – 0 | Lecco | Stadio Riviera delle Palme\| Arbitro: \| Di Paolo (Avezzano) \| |
| Arbitro:                                             | Di Paolo (Avezzano) |       |       |                                                                 |

| Arbitro: | Palazzino (Ciampino) |

|                                       |           |             |
| A. Montalto 15’ Carlini 45’ Mateo 80’ | Marcatori | 77’ Beretta |

| Arbitro: | Guida (Torre Annunziata) |

|                                   |           |                   |
| Guglieri 5’ (aut.) Varricchio 63’ | Marcatori | 90+2’ A. Montalto |

| Arbitro: | Nasca (Bari) |

|                                        |           |          |
| Guglieri 69’ Alteri 75’ Preziosi 90+3’ | Marcatori | 88’ Arma |

| Arbitro: | Paparazzo (Catanzaro) |

|                          |           |  |
| Cunico 27’ (rig.), 45+1’ | Marcatori |  |

#### Play-out
| San Benedetto del Tronto 31 maggio 2009 Andata | Sambenedettese               | 0 – 0 | Lecco | Stadio Riviera delle Palme\| Arbitro: \| Del Giovane (Albano Laziale) \| |
| Arbitro:                                       | Del Giovane (Albano Laziale) |       |       |                                                                          |

| Arbitro: | Nasca (Bari) |

|             |           |  |
| Carrara 83’ | Marcatori |  |

### Coppa Italia di Lega Pro

#### Fase a gironi
| Arbitro: | De Faveri (San Donà di Piave) |

|  |           |             |
|  | Marcatori | 76’ Pastore |

| Arbitro: | M. Russo (Milano) |

|                  |           |  |
| Pastore 38’, 72’ | Marcatori |  |

| 24 agosto 2008 3ª giornata |  | – Turno di riposo Lecco |  |  |

| Arbitro: | Bietolini (Firenze) |

|                |           |                        |
| M. Girelli 65’ | Marcatori | 21’ Alteri 74’ Bernini |

| Arbitro: | Santonocito (Abbiategrasso) |

|                                  |           |  |
| Sangiovanni 31’ M. Altobelli 83’ | Marcatori |  |

#### Fase 1 a eliminazione diretta
| Arbitro: | Penno (Nichelino) |

|                             |           |                  |
| Campi 54’ (rig.) Kabine 86’ | Marcatori | 68’ M. Altobelli |